# Parrocchie dell'arcidiocesi di Trento
Il territorio è attualmente suddiviso in 450 parrocchie, strutturato in 8 zone pastorali. Sino al 1º settembre 2018 le parrocchie erano raggruppate in 28 decanati, ora soppressi. 

## Suddivisione del territorio

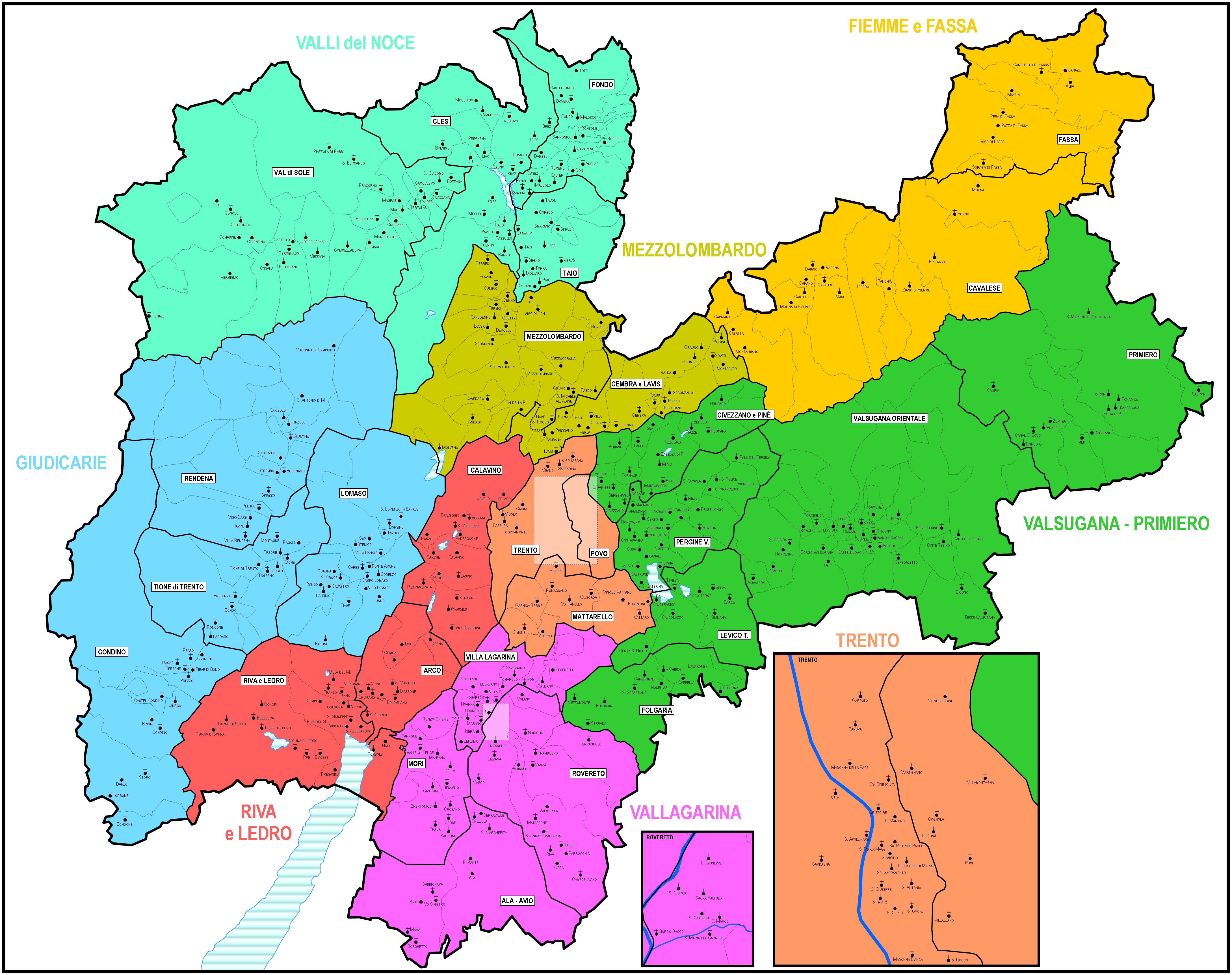
Mappa dell'Arcidiocesi di Trento nella divisione per parrocchie, ex-decanati e zone pastorali

- Zona Fiemme e Fassa (24 parrocchie) che raggruppa le parrocchie degli ex-decanati di Cavalese (16 parrocchie) e Fassa (8 parrocchie)
- Zona Giudicarie (57 parrocchie) che raggruppa le parrocchie degli ex-decanati di Condino (14 parrocchie), Lomaso (19 parrocchie), Rendena (13 parrocchie) e Tione (11 parrocchie).
- Zona di Mezzolombardo (32 parrocchie) che raggruppa le parrocchie degli ex-decanati di Cembra e Lavis (20 parrocchie) e una parte delle parrocchie dell'ex-decanato di Mezzolombardo (12 parrocchie).
- Zona di Riva e Ledro (44 parrocchie) che raggruppa le parrocchie degli ex-decanti di Arco (11 parrocchie), Calavino (15 parrocchie), Riva e Ledro (18 parrocchie).
- Zona di Trento (45 parrocchie) che raggruppa le parrocchie degli ex-decanati di Mattarello (10 parrocchie), Povo (7 parrocchie) e Trento (28 parrocchie).
- Zona della Vallagarina (61 parrocchie) che raggruppa le parrocchie degli ex-decanati di Ala (10 parrocchie), Mori (12 parrocchie), Rovereto (24 parrocchie) e Villa Lagarina (15 parrocchie).
- Zona delle Valli del Noce (91 parrocchie) che raggruppa le parrocchie degli ex-decanati di Cles (19 parrocchie), Fondo (18 parrocchie), Taio (13 parrocchie), Val di Sole (29 parrocchie) e 12 parrocchie dell'ex-decanato di Mezzolombardo.
- Zona della Valsugana e Primiero (96 parrocchie) che raggruppa le parrocchie degli ex-decanati di Civezzano e Piné (17 parrocchie), Folgaria (9 parrocchie), Levico (8 parrocchie), Pergine (23 parrocchie), Primiero (13 parrocchie), Valsugana Orientale (26 parrocchie).

## Zone pastorali

### Zona pastorale di Trento
Comprende 3 ex-decanati per un totale di 45 parrocchie. Gli abitanti sono 128.362. Si tratta della Zona Pastorale con in maggior numero di abitanti.

#### Ex-decanato di Trento
Comprende parte delle parrocchie del comune di Trento inclusa la cattedrale. La popolazione del territorio ammonta a 86.755 unità.
| Parrocchia                           | Patrono                               | Comune | Frazione/Quartiere        | Popolazione | Web                                              |
| ------------------------------------ | ------------------------------------- | ------ | ------------------------- | ----------- | ------------------------------------------------ |
| San Vigilio (cattedrale)             | San Vigilio                           | Trento | San Vigilio               | 3000        |                                                  |
| Santa Maria Maggiore                 | Santa Maria                           | Trento | Santa Maria               | 2600        |                                                  |
| Sposalizio di Maria Vergine          | Sposalizio di Maria Vergine           | Trento | Sposalizio                | 3300        |                                                  |
| Santi Pietro e Paolo                 | Santi Pietro e Paolo                  | Trento | San Pietro                | 4050        |                                                  |
| Santissimo Sacramento                | Santissimo Sacramento                 | Trento | Centro                    | 2650        |                                                  |
| San Martino                          | San Martino                           | Trento | San Martino               | 1500        |                                                  |
| Canova                               | San Pio X                             | Trento | Canova                    | 3000        |                                                  |
| Cristo Re                            | Cristo Re                             | Trento | Cristo Re                 | 5200        | Archiviato l'8 gennaio 2011 in Internet Archive. |
| Gardolo                              | Visitazione di Maria Santissima       | Trento | Gardolo                   | 9000        |                                                  |
| Madonna della Pace                   | Madonna della Pace                    | Trento | Campotrentino e Roncafort | 3500        |                                                  |
| Sant'Apollinare                      | Sant'Apollinare                       | Trento | Piedicastello             | 2260        |                                                  |
| Santi Sisinio, Martirio e Alessandro | Santi Sisinnio, Martirio e Alessandro | Trento | Solteri - Centochiavi     | 5300        |                                                  |
| Vela                                 | Santi Cosma e Damiano                 | Trento | Vela                      | 1500        |                                                  |
| Sant'Antonio di Padova               | Sant'Antonio di Padova                | Trento | Bolghera                  | 4516        |                                                  |
| Sacro Cuore                          | Sacro Cuore di Gesù                   | Trento | San Bartolomeo            | 3159        |                                                  |
| San Carlo Borromeo                   | San Carlo Borromeo                    | Trento | Clarina                   | 7200        |                                                  |
| San Giuseppe                         | San Giuseppe                          | Trento | San Giuseppe              | 5500        |                                                  |
| San Pio X                            | San Pio X                             | Trento | San Pio X                 | 3200        |                                                  |
| San Rocco                            | San Rocco                             | Trento | Villazzano Tre            | 3000        |                                                  |
| Madonna Bianca                       | Madonna Bianca                        | Trento | Man Madonna Bianca        | 3750        |                                                  |
| Baselga del Bondone                  | Santa Maria Assunta                   | Trento | Baselga del Bondone       | 439         |                                                  |
| Cadine                               | Addolorata                            | Trento | Cadine                    | 1000        |                                                  |
| Gazzadina                            | Madonna di Caravaggio                 | Trento | Gazzadina                 | 740         |                                                  |
| Meano                                | Santa Maria Assunta                   | Trento | Meano                     | 2400        |                                                  |
| Sardagna                             | Santi Filippo e Giacomo               | Trento | Sardagna                  | 1000        |                                                  |
| Sopramonte                           | Sacro Cuore di Gesù                   | Trento | Sopramonte                | 2300        |                                                  |
| Vigo Meano                           | Immacolata                            | Trento | Vigo Meano                | 1400        |                                                  |
| Vigolo Baselga                       | San Leonardo                          | Trento | Vigolo Baselga            | 291         |                                                  |

#### Ex-decanato di Mattarello
Comprende le parrocchie dei comuni di Aldeno, Altopiano della Vigolana, Cimone e Garniga Terme e di alcune frazioni di Trento. La popolazione del territorio ammonta a 19.297 unità.
| Parrocchia     | Patrono                     | Comune                   | Frazione/Quartiere | Popolazione | Web |
| -------------- | --------------------------- | ------------------------ | ------------------ | ----------- | --- |
| Mattarello     | San Leonardo                | Trento                   | Mattarello         | 5450        |     |
| Aldeno         | San Modesto                 | Aldeno                   | centro             | 3050        |     |
| Cimone         | San Rocco                   | Cimone                   | centro             | 620         |     |
| Garniga Terme  | Cuore di Gesù               | Garniga Terme            | centro             | 400         |     |
| Bosentino      | patrocinio di San Giuseppe  | Altopiano della Vigolana | Bosentino          | 803         |     |
| Ravina         | Traslazione di Santa Marina | Trento                   | Ravina             | 3503        |     |
| Romagnano      | Santa Brigida               | Trento                   | Romagnano          | 1448        |     |
| Valsorda       | San Valentino               | Trento                   | Valsorda           | 130         |     |
| Vattaro        | San Martino                 | Altopiano della Vigolana | Vattaro            | 1050        |     |
| Vigolo Vattaro | San Giorgio                 | Altopiano della Vigolana | Vigolo Vattaro     | 2000        |     |

#### Ex-decanato di Povo
Comprende le parrocchie del comune di Trento ad est del centro. La popolazione del territorio ammonta a 22.310 unità.
| Parrocchia    | Patrono                              | Comune | Frazione/Quartiere | Popolazione | Web |
| ------------- | ------------------------------------ | ------ | ------------------ | ----------- | --- |
| Povo          | Santi Pietro e Andrea                | Trento | Povo               | 5350        |     |
| Cognola       | Santi San Vito, Modesto e Crescenzia | Trento | Cognola            | 4100        |     |
| Martignano    | Ausiliatrice                         | Trento | Martignano         | 4000        |     |
| Montevaccino  | San Leonardo                         | Trento | Montevaccino       | 500         |     |
| San Donà      | San Donato                           | Trento | San Donà           | 1550        |     |
| Villamontagna | Santi Fabiano e Sebastiano           | Trento | Villamontagna      | 1000        |     |
| Villazzano    | Santo Stefano                        | Trento | Villazzano         | 3500        |     |

### Zona pastorale di Fiemme e Fassa
Comprende 2 ex-decanati per un totale di 24 parrocchie. Gli abitanti sono 28.289.

#### Ex-decanato di Cavalese
Comprende le parrocchie dei comuni di Capriana, Cavalese, Castello-Molina di Fiemme, Moena, Panchià, Predazzo, Tesero, Valfloriana, Ville di Fiemme e Ziano di Fiemme. La popolazione del territorio ammonta a 20.894 unità.
| Parrocchia          | Patrono                 | Comune                    | Frazione/Quartiere | Popolazione | Web                                               |
| ------------------- | ----------------------- | ------------------------- | ------------------ | ----------- | ------------------------------------------------- |
| Cavalese            | Santa Maria Assunta     | Cavalese                  | centro             | 3080        |                                                   |
| Capriana            | San Bartolomeo          | Capriana                  | centro             | 543         |                                                   |
| Carano              | San Nicolò              | Ville di Fiemme           | Carano             | 985         |                                                   |
| Casatta-Valfloriana | San Floriano            | Valfloriana               | Casatta            | 406         |                                                   |
| Castello di Fiemme  | San Giorgio             | Castello-Molina di Fiemme | Castello di Fiemme | 1135        |                                                   |
| Daiano              | San Tommaso             | Ville di Fiemme           | Daiano             | 614         |                                                   |
| Forno di Moena      | San Lazzaro             | Moena                     | Forno              | 168         |                                                   |
| Masi di Cavalese    | Santissima Trinità      | Cavalese                  | Masi di Cavalese   | 600         |                                                   |
| Moena               | San Vigilio             | Moena                     | centro             | 2416        |                                                   |
| Molina di Fiemme    | Sant'Antonio di Padova  | Castello-Molina di Fiemme | Molina di Fiemme   | 1060        | Archiviato il 21 agosto 2009 in Internet Archive. |
| Montalbiano         | San Filippo Neri        | Valfloriana               | Montalbiano        | 187         |                                                   |
| Panchià             | San Valentino           | Panchià                   | centro             | 680         |                                                   |
| Predazzo            | Santi Filippo e Giacomo | Predazzo                  | centro             | 4118        |                                                   |
| Tesero              | Sant'Eliseo             | Tesero                    | centro             | 2556        |                                                   |
| Varena              | Santi Pietro e Paolo    | Ville di Fiemme           | Varena             | 796         | Archiviato il 4 gennaio 2009 in Internet Archive. |
| Ziano di Fiemme     | Madonna di Loreto       | Ziano di Fiemme           | centro             | 1550        |                                                   |

#### Ex-decanato di Fassa
Comprende le parrocchie dei comuni di Campitello di Fassa, Canazei, Mazzin, San Giovanni di Fassa e Soraga di Fassa. La popolazione del territorio ammonta a 7.395 unità.
| Parrocchia          | Patrono                       | Comune                | Frazione/Quartiere           | Popolazione | Web |
| ------------------- | ----------------------------- | --------------------- | ---------------------------- | ----------- | --- |
| Vigo di Fassa       | Natività di Giovanni Battista | San Giovanni di Fassa | Vigo di Fassa e San Giovanni | 1142        |     |
| Alba di Canazei     | Sant'Antonio abate            | Canazei               | Alba                         | 863         |     |
| Campitello di Fassa | Santi Filippo e Giacomo       | Campitello di Fassa   | centro                       | 1100        |     |
| Gries               | Sacro Cuore di Gesù           | Canazei               | Gries                        | 923         |     |
| Mazzin              | Santa Maria Maddalena         | Mazzin                | centro                       | 120         |     |
| Pera di Fassa       | San Lorenzo                   | San Giovanni di Fassa | Pera di Fassa                | 644         |     |
| Pozza di Fassa      | Santa Maria Ausiliatrice      | San Giovanni di Fassa | Pozza di Fassa               | 1336        |     |
| Soraga di Fassa     | Santi Pietro e Paolo          | Soraga di Fassa       | centro                       | 672         |     |

### Zona pastorale delle Giudicarie
Comprende 4 ex-decanati per un totale di 57 parrocchie. Gli abitanti sono 36.353.

#### Ex-decanato di Tione
Comprende le parrocchie dei comuni di Tione di Trento, Borgo Lares, Sella Giudicarie e Tre Ville. La popolazione del territorio ammonta a 8.421 unità.
| Parrocchia | Patrono                                     | Comune           | Frazione/Quartiere | Popolazione | Web |
| ---------- | ------------------------------------------- | ---------------- | ------------------ | ----------- | --- |
| Tione      | Santa Maria Assunta e San Giovanni Battista | Tione di Trento  | centro             | 3328        |     |
| Bolbeno    | San Zeno                                    | Borgo Lares      | Bolbeno            | 352         |     |
| Bondo      | San Barnaba                                 | Sella Giudicarie | Bondo              | 675         |     |
| Breguzzo   | Sant'Andrea                                 | Sella Giudicarie | Breguzzo           | 575         |     |
| Lardaro    | Arcangelo Michele                           | Sella Giudicarie | Lardaro            | 190         |     |
| Montagne   | San Bartolomeo                              | Tre Ville        | Larzana            | 264         |     |
| Preore     | Santa Maria Maddalena                       | Tre Ville        | Preore             | 402         |     |
| Ragoli     | San Faustino                                | Tre Ville        | Ragoli             | 594         |     |
| Roncone    | Stefano protomartire                        | Sella Giudicarie | Roncone            | 1440        |     |
| Saone      | San Brizio                                  | Tione di Trento  | Saone              | 250         |     |
| Zuclo      | San Martino                                 | Borgo Lares      | Zuclo              | 351         |     |

#### Ex-decanato di Condino
Comprende le parrocchie dei comuni di Borgo Chiese, Bondone, Castel Condino, Pieve di Bono-Prezzo, Storo e Valdaone. La popolazione del territorio ammonta a 10.397 unità.
| Parrocchia     | Patrono                            | Comune               | Frazione/Quartiere | Popolazione | Web |
| -------------- | ---------------------------------- | -------------------- | ------------------ | ----------- | --- |
| Condino        | Assunzione di Maria                | Borgo Chiese         | Condino            | 1516        |     |
| Agrone         | Antonio abate                      | Pieve di Bono-Prezzo | Agrone             | 195         |     |
| Bersone        | Santi Fabiano e Sebastiano         | Valdaone             | Bersone            | 289         |     |
| Bondone        | Natività della Beata Vergine Maria | Bondone              | centro             | 666         |     |
| Brione         | San Bartolomeo                     | Borgo Chiese         | Brione             | 156         |     |
| Castel Condino | San Giorgio                        | Castel Condino       | centro             | 240         |     |
| Cimego         | San Martino                        | Borgo Chiese         | Cimego             | 435         |     |
| Daone          | San Bartolomeo                     | Valdaone             | Daone              | 587         |     |
| Darzo          | San Giovanni Nepomuceno            | Storo                | Darzo              | 730         |     |
| Lodrone        | Annunciazione                      | Storo                | Lodrone            | 1054        |     |
| Pieve di Bono  | Santa Giustina                     | Pieve di Bono-Prezzo | Creto              | 1190        |     |
| Praso          | San Pietro                         | Valdaone             | Praso              | 352         |     |
| Prezzo         | San Giacomo Maggiore               | Pieve di Bono-Prezzo | Prezzo             | 211         |     |
| Storo          | San Floriano                       | Storo                | centro             | 2794        |     |

#### Ex-decanato del Lomaso
Comprende le parrocchie dei comuni di Bleggio Superiore, Comano Terme, Fiavé, Stenico e San Lorenzo Dorsino. La popolazione del territorio ammonta a 7.285.
| Parrocchia              | Patrono                                 | Comune              | Frazione/Quartiere                   | Popolazione | Web |
| ----------------------- | --------------------------------------- | ------------------- | ------------------------------------ | ----------- | --- |
| Santa Croce del Bleggio | Santa Croce                             | Bleggio Superiore   | Santa Croce del Bleggio              | 850         |     |
| Balbido                 | Santa Giustina                          | Bleggio Superiore   | Balbido                              | 160         |     |
| Ballino                 | Santa Lucia                             | Fiavé               | Ballino                              | 90          |     |
| Campo Lomaso            | Santi Quirico e Giulitta                | Comano Terme        | Campo Lomaso                         | 215         |     |
| Cares                   | Santi Pietro e Paolo                    | Comano Terme        | Cares                                | 150         |     |
| Cavrasto                | Santa Maria e Santi Faustino e Giovita  | Bleggio Superiore   | Cavrasto                             | 295         |     |
| Dorsino                 | San Giorgio                             | San Lorenzo Dorsino | Dorsino                              | 300         |     |
| Fiavè                   | Immacolata e Santi Fabiano e Sebastiano | Fiavé               | centro                               | 940         |     |
| Godenzo-Poia            | San Giovanni                            | Comano Terme        | Godenzo e Poia                       | 390         |     |
| Lundo                   | San Marcello                            | Comano Terme        | Lundo                                | 140         |     |
| Ponte Arche             | Ausiliatrice                            | Comano Terme        | Ponte Arche                          | 580         |     |
| Bivedo                  | Sant'Antonio Abate                      | Bleggio Superiore   | Bivedo, Cavaiedo, Larido e Marazzone | 580         |     |
| Rango                   | Annunciazione di Maria                  | Bleggio Superiore   | Rango                                | 150         |     |
| San Lorenzo in Banale   | San Lorenzo                             | San Lorenzo Dorsino | San Lorenzo in Banale                | 1120        |     |
| Seo                     | Dedicazione di San Michele Arcangelo    | Stenico             | Seo                                  | 220         |     |
| Stenico                 | San Vigilio                             | Stenico             | centro                               | 515         |     |
| Tavodo                  | Santa Maria Assunta                     | San Lorenzo Dorsino | Tavodo                               | 110         |     |
| Vigo Lomaso             | San Lorenzo                             | Comano Terme        | Vigo Lomaso                          | 320         |     |
| Villa Banale            | Santissima Trinità                      | Stenico             | Villa Banale                         | 310         |     |

#### Ex-decanato di Rendena
Comprende le parrocchie dei comuni di Spiazzo, Bocenago, Caderzone Terme, Carisolo, Giustino, Pelugo, Pinzolo, Porte di Rendena e Strembo (è incluso anche il comune di Massimeno, che non ha chiese parrocchiali). La popolazione del territorio ammonta a 10.250 unità.
| Parrocchia                | Patrono             | Comune           | Frazione/Quartiere        | Popolazione | Web |
| ------------------------- | ------------------- | ---------------- | ------------------------- | ----------- | --- |
| Spiazzo                   | San Vigilio         | Spiazzo          | centro                    | 1240        |     |
| Bocenago                  | Santa Margherita    | Bocenago         | centro                    | 398         |     |
| Caderzone                 | San Biagio          | Caderzone Terme  | centro                    | 635         |     |
| Carisolo                  | San Nicolò          | Carisolo         | centro                    | 932         |     |
| Giustino                  | Santa Lucia         | Giustino         | centro                    | 857         |     |
| Javrè                     | Assunzione di Maria | Porte di Rendena | Javrè                     | 360         |     |
| Madonna di Campiglio      | Assunzione di Maria | Pinzolo          | Madonna di Campiglio      | 978         |     |
| Pelugo                    | San Zeno            | Pelugo           | centro                    | 385         |     |
| Pinzolo                   | San Lorenzo         | Pinzolo          | centro                    | 1881        |     |
| Sant'Antonio di Mavignola | Sant'Antonio        | Pinzolo          | Sant'Antonio di Mavignola | 408         |     |
| Strembo                   | San Tommaso         | Strembo          | centro                    | 519         |     |
| Vigo Rendena              | San Lorenzo         | Porte di Rendena | Vigo Rendena              | 707         |     |
| Villa Rendena             | San Martino         | Porte di Rendena | Villa Rendena             | 555         |     |

### Zona pastorale di Mezzolombardo
Comprende 2 ex-decanati (uno solo parzialmente) per un totale di 32 parrocchie. Gli abitanti sono 43.252.

#### Ex-decanato di Mezzolombardo
Comprende le parrocchie dei comuni di Andalo, Cavedago, Faedo, Fai della Paganella, Mezzocorona, Mezzolombardo, Molveno, Roveré della Luna, San Michele all'Adige, Spormaggiore e dell'ex-comune di Nave San Rocco. La popolazione del territorio ammonta a 24.245 unità.
| Parrocchia            | Patrono                            | Comune                | Frazione/Quartiere | Popolazione | Web |
| --------------------- | ---------------------------------- | --------------------- | ------------------ | ----------- | --- |
| Mezzolombardo         | Giovanni Battista                  | Mezzolombardo         | centro             | 5996        |     |
| Andalo                | Santi Vito, Modesto e Crescenzia   | Andalo                | centro             | 1029        |     |
| Cavedago              | San Lorenzo                        | Cavedago              | centro             | 526         |     |
| Faedo                 | Gesù Redentore                     | San Michele all'Adige | Faedo              | 540         |     |
| Fai della Paganella   | San Nicolò                         | Fai della Paganella   | centro             | 915         |     |
| Grumo                 | Immacolata Concezione              | San Michele all'Adige | Grumo              | 1267        |     |
| Mezzocorona           | Assunzione di Maria                | Mezzocorona           | centro             | 4910        |     |
| Molveno               | San Carlo Borromeo                 | Molveno               | centro             | 1025        |     |
| Nave San Rocco        | San Rocco                          | Terre d'Adige         | Nave San Rocco     | 1275        |     |
| Roveré della Luna     | Santa Caterina                     | Roveré della Luna     | centro             | 1471        |     |
| San Michele all'Adige | Arcangelo Michele                  | San Michele all'Adige | centro             | 1091        |     |
| Spormaggiore          | Natività della Beata Vergine Maria | Spormaggiore          | centro             | 1235        |     |

#### Ex-decanato di Cembra e Lavis
Comprende le parrocchie dei comuni di Altavalle, Cembra Lisignago, Giovo, Lavis, Segonzano, Sover e dell'ex-comune di Zambana; la frazione Valcava di Segonzano appartiene alla parrocchia di Brusago-Valcava (vicariato di Civezzano e Piné). La popolazione del territorio ammonta a 19.081 unità.
| Parrocchia     | Patrono                 | Comune           | Frazione/Quartiere | Popolazione | Web |
| -------------- | ----------------------- | ---------------- | ------------------ | ----------- | --- |
| Lavis          | Sant'Udalrico           | Lavis            | centro             | 6750        |     |
| Cembra         | Santa Maria Assunta     | Cembra Lisignago | Cembra             | 1837        |     |
| Ceola          | San Rocco               | Giovo            | Ceola              | 260         |     |
| Faver          | Santi Filippo e Giacomo | Altavalle        | Faver              | 835         |     |
| Grauno         | San Martino             | Altavalle        | Grauno             | 120         |     |
| Grumes         | Santa Lucia             | Altavalle        | Grumes             | 467         |     |
| Lisignago      | San Biagio              | Cembra Lisignago | Lisignago          | 504         |     |
| Montesover     | San Leonardo            | Sover            | Montesover         | 317         |     |
| Palù di Giovo  | San Valentino           | Giovo            | Palù               | 650         |     |
| Piazzo         | Immacolata              | Segonzano        | Piazzo             | 175         |     |
| Piscine        | Santa Barbara           | Sover            | Piscine            | 174         |     |
| Pressano       | San Felice da Nola      | Lavis            | Pressano           | 950         |     |
| Segonzano      | Santissima Trinità      | Segonzano        | Stedro             | 880         |     |
| Sevignano      | San Nicolò              | Segonzano        | Sevignano          | 240         |     |
| Sorni          | Santa Maria Assunta     | Lavis            | Sorni              | 280         |     |
| Sover          | San Lorenzo             | Sover            | centro             | 435         |     |
| Valda          | Conversione di Paolo    | Altavalle        | Valda              | 200         |     |
| Verla di Giovo | Assunzione di Maria     | Giovo            | Verla              | 970         |     |
| Ville di Giovo | San Nicolò              | Giovo            | Ville              | 510         |     |
| Zambana        | Santi Filippo e Giacomo | Terre d'Adige    | Zambana            | 2300        |     |

### Zona pastorale di Riva e Ledro
Comprende 3 ex-decanati per un totale di 44 parrocchie. Gli abitanti sono 57.948.

#### Ex-decanato di Riva e Ledro
Comprende le parrocchie dei comuni di Ledro, Nago-Torbole, Riva del Garda, Tenno. La popolazione del territorio ammonta 25.832 unità. Il 15 agosto 2021 l'Arcivescovo di Trento ha sancito l'unificazione delle tre parrocchie di Riva del Garda, sopprimendo le Parrocchie di Sant'Alessandro e di San Giuseppe.
| Parrocchia      | Patrono                                 | Comune         | Frazione/Quartiere | Popolazione | Web |
| --------------- | --------------------------------------- | -------------- | ------------------ | ----------- | --- |
| Riva del Garda  | Assunzione di Maria                     | Riva del Garda | centro             | 12131       |     |
| Bezzecca        | Santo Stefano                           | Ledro          | Bezzecca           | 590         |     |
| Biacesa         | Sant'Antonio                            | Ledro          | Biacesa            | 241         |     |
| Campi di Riva   | San Rocco                               | Riva del Garda | Campi              | 320         |     |
| Cologna         | San Zeno                                | Tenno          | Cologna            | 698         |     |
| Enguiso         | Presentazione della Beata Vergine Maria | Ledro          | Enguiso            | 779         |     |
| Molina di Ledro | San Vigilio                             | Ledro          | Molina di Ledro    | 1066        |     |
| Nago            | San Vigilio                             | Nago-Torbole   | Nago               | 1182        |     |
| Pieve di Ledro  | Annunciazione                           | Ledro          | Pieve di Ledro     | 597         |     |
| Pranzo          | San Leonardo                            | Tenno          | Pranzo             | 239         |     |
| Prè di Ledro    | San Giacomo Maggiore                    | Ledro          | Pré di Ledro       | 188         |     |
| Pregasina       | San Giorgio                             | Riva del Garda | Pregasina          | 87          |     |
| Tenno           | Immacolata                              | Tenno          | centro             | 395         |     |
| Tiarno di Sopra | Santi Pietro e Paolo                    | Ledro          | Tiarno di Sopra    | 975         |     |
| Tiarno di Sotto | San Bartolomeo                          | Ledro          | Tiarno di Sotto    | 691         |     |
| Torbole         | Sant'Andrea Apostolo                    | Nago-Torbole   | Torbole            | 1163        |     |
| Varone          | Annunciazione                           | Riva del Garda | Varone             | 3048        |     |
| Ville del Monte | Sant'Antonio                            | Tenno          | Ville del Monte    | 435         |     |

#### Ex-decanato di Arco
Comprende le parrocchie dei comuni di Arco, Drena e Dro; non vi appartiene la parrocchia di Pietramurata di Dro (vicariato di Calavino). La popolazione del territorio ammonta a 20.310 unità.
| Parrocchia          | Patrono                  | Comune | Frazione/Quartiere | Popolazione | Web |
| ------------------- | ------------------------ | ------ | ------------------ | ----------- | --- |
| Arco                | Assunzione di Maria      | Arco   | centro             | 6719        |     |
| Bolognano di Arco   | Addolorata               | Arco   | Bolognano          | 2898        |     |
| Ceniga              | Santi Pietro e Paolo     | Dro    | Ceniga             | 647         |     |
| Chiarano d'Arco     | San Marcello             | Arco   | Chiarano (Arco)    | 1287        |     |
| Drena               | San Martino              | Drena  | centro             | 517         |     |
| Dro                 | Immacolata               | Dro    | centro             | 2197        |     |
| Massone             | San Giovanni Evangelista | Arco   | Massone            | 635         |     |
| San Giorgio di Arco | San Giorgio              | Arco   | San Giorgio        | 1272        |     |
| San Martino di Arco | San Martino              | Arco   | San Martino        | 771         |     |
| Varignano           | San Michele Arcangelo    | Arco   | Varignano          | 1658        |     |
| Vigne di Arco       | San Giacomo Maggiore     | Arco   | Vigne              | 770         |     |

#### Ex-decanato di Calavino
Comprende le parrocchie dei comuni di Cavedine, Madruzzo e Vallelaghi e della frazione Pietramurata di Dro. La popolazione del territorio ammonta a 11.806 unità.
| Parrocchia     | Patrono                          | Comune     | Frazione/Quartiere | Popolazione | Web |
| -------------- | -------------------------------- | ---------- | ------------------ | ----------- | --- |
| Calavino       | Santa Maria Assunta              | Madruzzo   | Calavino           | 925         |     |
| Cavedine       | Santa Maria Assunta              | Cavedine   | centro             | 1227        |     |
| Covelo         | Giacomo il Maggiore              | Vallelaghi | Covelo             | 407         |     |
| Fraveggio      | Bartolomeo apostolo              | Vallelaghi | Fraveggio          | 323         |     |
| Lasino         | San Pietro                       | Madruzzo   | Lasino             | 750         |     |
| Padergnone     | Regina della Pace                | Vallelaghi | Padergnone         | 657         |     |
| Pergolese      | Natività di Maria                | Madruzzo   | Pergolese          | 432         |     |
| Pietramurata   | Santa Lucia                      | Dro        | Pietramurata       | 1157        |     |
| Ranzo          | San Nicolò                       | Vallelaghi | Ranzo              | 460         |     |
| Santa Massenza | Santa Massenzia                  | Vallelaghi | Santa Massenza     | 148         |     |
| Sarche         | Nostra Signora del Monte Carmelo | Madruzzo   | Sarche             | 539         |     |
| Stravino       | Sant'Antonio                     | Cavedine   | Stravino           | 416         |     |
| Terlago        | Sant'Andrea e Santi Angeli       | Vallelaghi | Terlago            | 1247        |     |
| Vezzano        | San Vigilio e San Valentino      | Vallelaghi | Vezzano            | 832         |     |
| Vigo Cavedine  | San Biagio                       | Cavedine   | Vigo Cavedine      | 1036        |     |

### Zona pastorale della Vallagarina
Comprende 4 ex-decanati per un totale di 61 parrocchie. Gli abitanti sono 85.172.

#### Ex-decanato di Rovereto
Comprende le parrocchie dei comuni di Rovereto, Terragnolo, Trambileno, Vallarsa e Volano. La popolazione del territorio ammonta a 45.120 unità.
| Parrocchia                             | Patrono                       | Comune     | Frazione/Quartiere | Popolazione | Web |
| -------------------------------------- | ----------------------------- | ---------- | ------------------ | ----------- | --- |
| Rovereto-San Marco                     | San Marco                     | Rovereto   | centro             | 3300        |     |
| Albaredo                               | patrocinio di San Giuseppe    | Vallarsa   | Albaredo           | 187         |     |
| Camposilvano                           | Santissima Trinità            | Vallarsa   | Camposilvano       | 72          |     |
| Lizzana                                | San Floriano                  | Rovereto   | Lizzana            | 3600        |     |
| Lizzanella                             | Sant'Antonio                  | Rovereto   | Lizzanella         | 2100        |     |
| Marco di Rovereto                      | San Marco                     | Rovereto   | Marco              | 2100        |     |
| Matassone                              | San Valentino                 | Vallarsa   | Matassone          | 59          |     |
| Noriglio                               | San Martino                   | Rovereto   | Noriglio           | 1300        |     |
| Obra                                   | Nostra Signora della Neve     | Vallarsa   | Obra               | 138         |     |
| Parrocchia di Vallarsa                 | San Vigilio                   | Vallarsa   | Parrocchia         | 225         |     |
| Raossi                                 | Santi Pietro e Paolo          | Vallarsa   | Raossi             | 220         |     |
| Riva di Vallarsa                       | San Floriano                  | Vallarsa   | Riva               | 95          |     |
| Rovereto-Sacra Famiglia                | Sacra Famiglia                | Rovereto   | centro             | 4200        |     |
| Rovereto-Santa Caterina                | Santa Caterina                | Rovereto   | centro             | 2600        |     |
| Rovereto-San Giorgio                   | San Giorgio                   | Rovereto   | centro             | 1700        |     |
| Rovereto-San Giuseppe                  | San Giuseppe                  | Rovereto   | centro             | 5400        |     |
| Rovereto-Santa Maria del Monte Carmelo | Santa Maria del Monte Carmelo | Rovereto   | centro             | 4200        |     |
| Borgo Sacco                            | San Giovanni Battista         | Rovereto   | Borgo Sacco        | 4800        |     |
| Sant'Anna di Vallarsa                  | Sant'Anna                     | Vallarsa   | Sant'Anna          | 268         |     |
| Terragnolo                             | Santi Pietro e Paolo          | Terragnolo | Piazza             | 800         |     |
| Moscheri di Trambileno                 | San Mauro                     | Trambileno | Moscheri           | 588         |     |
| Valmorbia                              | Natività di Maria             | Vallarsa   | Valmorbia          | 115         |     |
| Vanza                                  | San Valentino                 | Trambileno | Vanza              | 225         |     |
| Volano                                 | Purificazione di Maria        | Volano     | centro             | 2471        |     |

#### Ex-decanato di Ala
Comprende le parrocchie dei comuni di Ala ed Avio. La popolazione del territorio ammonta a 13.031 unità.
| Parrocchia           | Patrono                            | Comune | Frazione/Quartiere | Popolazione | Web |
| -------------------- | ---------------------------------- | ------ | ------------------ | ----------- | --- |
| Ala                  | Santa Maria Assunta                | Ala    | centro             | 5676        |     |
| Avio                 | Santa Maria Assunta                | Avio   | centro             | 1943        |     |
| Borghetto all'Adige  | Biagio di Sebaste                  | Avio   | Borghetto          | 217         |     |
| Chizzola             | San Nicolò                         | Ala    | Chizzola           | 736         |     |
| Mama d'Avio          | Santi Valentino e Vincenzo Ferreri | Avio   | Mama               | 147         |     |
| Pilcante             | San Martino                        | Ala    | Pilcante           | 631         |     |
| Sabbionara           | San Bernardino                     | Avio   | Sabbionara         | 1438        |     |
| Santa Margherita     | Santa Margherita                   | Ala    | Santa Margherita   | 799         |     |
| Serravalle all'Adige | Santi Fabiano e Sebastiano         | Ala    | Serravalle         | 593         |     |
| Vò Sinistro          | San Nicolò                         | Avio   | Vò Sinistro        | 316         |     |

#### Ex-decanato di Mori
Comprende le parrocchie dei comuni di Mori, Brentonico e Ronzo-Chienis. La popolazione del territorio ammonta a 13.139 unità.
| Parrocchia       | Patrono                              | Comune        | Frazione/Quartiere | Popolazione | Web |
| ---------------- | ------------------------------------ | ------------- | ------------------ | ----------- | --- |
| Mori             | Santo Stefano Protomartire           | Mori          | centro             | 7050        |     |
| Besagno          | Presentazione di Maria               | Mori          | Besagno            | 400         |     |
| Brentonico       | Santi Pietro e Paolo                 | Brentonico    | centro             | 1613        |     |
| Castione         | San Clemente                         | Brentonico    | Castione           | 365         |     |
| Corné            | Madonna del Carmine                  | Brentonico    | Corné              | 271         |     |
| Crosano          | Zeno di Verona                       | Brentonico    | Crosano            | 636         |     |
| Manzano          | Sant'Antonio                         | Mori          | Manzano            | 225         |     |
| Pannone          | Santi Filippo e Giacomo              | Mori          | Pannone            | 248         |     |
| Prada            | Santa Maria Maddalena                | Brentonico    | Prada              | 181         |     |
| Ronzo-Chienis    | dedicazione di San Michele arcangelo | Ronzo-Chienis | centro             | 1010        |     |
| Saccone          | Sant'Anna                            | Brentonico    | Saccone            | 151         |     |
| Valle San Felice | Santi Felice e Fortunato             | Mori          | Valle San Felice   | 252         |     |

#### Ex-decanato di Villa Lagarina
Comprende le parrocchie dei comuni di Besenello, Calliano, Isera, Nogaredo, Nomi, Pomarolo e Villa Lagarina. La popolazione del territorio ammonta a 16.882 unità.
| Parrocchia     | Patrono                  | Comune         | Frazione/Quartiere | Popolazione | Web |
| -------------- | ------------------------ | -------------- | ------------------ | ----------- | --- |
| Villa Lagarina | Assunzione di Maria      | Villa Lagarina | centro             | 2077        |     |
| Besenello      | Sant'Agata               | Besenello      | centro             | 2662        |     |
| Brancolino     | Maria (madre di Gesù)    | Nogaredo       | Brancolino         | 395         |     |
| Calliano       | San Lorenzo              | Calliano       | centro             | 1901        |     |
| Castellano     | San Lorenzo              | Villa Lagarina | Castellano         | 683         |     |
| Isera          | San Vincenzo             | Isera          | centro             | 1626        |     |
| Lenzima        | San Martino              | Isera          | Lenzima            | 252         |     |
| Marano         | San Pancrazio            | Isera          | Marano             | 570         |     |
| Noarna         | San Valentino            | Nogaredo       | Noarna             | 601         |     |
| Nogaredo       | San Leonardo             | Nogaredo       | centro             | 1084        |     |
| Nomi           | Madre della Consolazione | Nomi           | centro             | 1303        |     |
| Patone         | Santi Innocenti          | Isera          | Patone             | 303         |     |
| Pedersano      | San Lazzaro              | Villa Lagarina | Pedersano          | 1051        |     |
| Pomarolo       | San Cristoforo           | Pomarolo       | centro             | 2118        |     |
| Savignano      | Annunciazione            | Pomarolo       | Savignano          | 226         |     |

### Zona pastorale delle Valli del Noce
Comprende 4 ex-decanati e alcune parrocchie di un altro, per un totale di 91 parrocchie. Gli abitanti sono 52.840.

#### Ex-decanato di Cles
Comprende le parrocchie dei comuni di Bresimo, Brez, Cagnò, Cis, Cles, Cloz, Livo, Revò, Romallo, Rumo e Ville d'Anaunia. La popolazione del territorio ammonta a 17.402 unità.
| Parrocchia     | Patrono                            | Comune          | Frazione/Quartiere | Popolazione | Web |
| -------------- | ---------------------------------- | --------------- | ------------------ | ----------- | --- |
| Cles           | Santa Maria Assunta                | Cles            | centro             | 6200        |     |
| Bresimo        | San Bernardo                       | Bresimo         | Bevia              | 285         |     |
| Brez           | Floriano di Lorch                  | Novella         | Brez               | 740         |     |
| Cagnò          | San Valentino                      | Novella         | Cagnò              | 361         |     |
| Cis            | San Giorgio                        | Cis             | centro             | 310         |     |
| Cloz           | Stefano protomartire               | Novella         | Cloz               | 720         |     |
| Lanza-Mocenigo | San Vigilio                        | Rumo            | Lanza e Mocenigo   | 350         |     |
| Livo           | Natività della Beata Vergine Maria | Livo            | Varollo            | 602         |     |
| Marcena        | Conversione di Paolo               | Rumo            | Marcena            | 490         |     |
| Mechel         | Assunzione di Maria                | Cles            | Mechel             | 474         |     |
| Nanno          | Biagio di Sebaste                  | Ville d'Anaunia | Nanno              | 627         |     |
| Pavillo        | San Paolo                          | Ville d'Anaunia | Pavillo            | 341         |     |
| Preghena       | Antonio abate                      | Livo            | Preghena           | 301         |     |
| Rallo          | Sant'Antonio                       | Ville d'Anaunia | Rallo              | 656         |     |
| Revò           | Stefano protomartire               | Novella         | Revò               | 1076        |     |
| Romallo        | San Vitale                         | Novella         | Romallo            | 606         |     |
| Tassullo       | Santa Maria Assunta                | Ville d'Anaunia | Tassullo           | 873         |     |
| Tregiovo       | San Maurizio e Compagni            | Novella         | Tregiovo           | 150         |     |
| Tuenno         | Sant'Orsola e Compagne             | Ville d'Anaunia | Tuenno             | 2240        |     |

#### Ex-decanato di Fondo
Comprende le parrocchie dei comuni di Amblar-Don, Cavareno, Dambel, Romeno, Ronzone, Ruffré-Mendola, Sanzeno e Sarnonico e Borgo d'Anaunia. La popolazione del territorio ammonta a 7.586 unità.
| Parrocchia  | Patrono                              | Comune          | Frazione/Quartiere | Popolazione | Web |
| ----------- | ------------------------------------ | --------------- | ------------------ | ----------- | --- |
| Fondo       | San Martino Vescovo                  | Borgo d'Anaunia | centro             | 1200        |     |
| Amblar      | San Vigilio                          | Amblar-Don      | Amblar             | 202         |     |
| Banco       | Sant'Antonio                         | Sanzeno         | Banco              | 300         |     |
| Casez       | Santi Pietro e Paolo                 | Sanzeno         | Casez              | 265         |     |
| Castelfondo | San Nicolò                           | Borgo d'Anaunia | Castelfondo        | 472         |     |
| Cavareno    | Santa Maria Maddalena                | Cavareno        | centro             | 850         |     |
| Dambel      | Santa Maria Assunta                  | Dambel          | centro             | 430         |     |
| Don         | Santa Brigida                        | Amblar-Don      | Don                | 200         |     |
| Dovena      | Sant'Antonio                         | Borgo d'Anaunia | Dovena             | 96          |     |
| Malgolo     | Santo Stefano                        | Romeno          | Malgolo            | 246         |     |
| Malosco     | Tecla di Iconio                      | Borgo d'Anaunia | centro             | 200         |     |
| Romeno      | Santa Maria Assunta                  | Romeno          | centro             | 741         |     |
| Ronzone     | Immacolata                           | Ronzone         | centro             | 330         |     |
| Ruffré      | Sant'Antonio Abate                   | Ruffré-Mendola  | Ruffré             | 420         |     |
| Salter      | San Biagio                           | Romeno          | Salter             | 328         |     |
| Sanzeno     | Santi Sisinio, Martirio e Alessandro | Sanzeno         | centro             | 328         |     |
| Sarnonico   | San Lorenzo                          | Sarnonico       | centro             | 685         |     |
| Tret        | Sant'Anna                            | Borgo d'Anaunia | Tret               | 200         |     |

#### Ex-decanato di Taio
Comprende le parrocchie dei comuni di Predaia e Sfruz. La popolazione del territorio ammonta a 6.672 unità.
| Parrocchia | Patrono                        | Comune  | Frazione/Quartiere | Popolazione | Web |
| ---------- | ------------------------------ | ------- | ------------------ | ----------- | --- |
| Taio       | San Vittore                    | Predaia | Taio               | 1219        |     |
| Coredo     | Ritrovamento della Santa Croce | Predaia | Coredo             | 1219        |     |
| Dardine    | San Marcello                   | Predaia | Dardine            | 164         |     |
| Dermulo    | Santa Giustina                 | Predaia | Dermulo            | 224         |     |
| Mollaro    | San Marco                      | Predaia | Mollaro            | 494         |     |
| Priò       | San Michele Arcangelo          | Predaia | Priò               | 242         |     |
| Segno      | Natività di Maria              | Predaia | Segno              | 676         |     |
| Sfruz      | Sant'Agata                     | Sfruz   | centro             | 309         |     |
| Smarano    | Santa Maria Assunta            | Predaia | Smarano            | 470         |     |
| Tavon      | San Sisto II                   | Predaia | Tavon              | 241         |     |
| Torra      | Sant'Eusebio                   | Predaia | Torra              | 58          |     |
| Tres       | Sant'Agnese                    | Predaia | Tres               | 700         |     |
| Vervò      | San Martino                    | Predaia | Vervò              | 438         |     |

#### Ex-decanato di Mezzolombardo (parziale)
Comprende le parrocchie dei comuni di Campodenno, Contà, Ton e Denno. La popolazione ammonta a 6.326 unità.
| Parrocchia  | Patrono                           | Comune     | Frazione/Quartiere | Popolazione | Web |
| ----------- | --------------------------------- | ---------- | ------------------ | ----------- | --- |
| Quetta      | Sant'Egidio                       | Campodenno | Quetta             | 180         |     |
| Campodenno  | San Maurizio e Compagni           | Campodenno | centro             | 440         |     |
| Cunevo      | Santissimo Redentore              | Contà      | Cunevo             | 553         |     |
| Sporminore  | Addolorata                        | Sporminore | centro             | 690         |     |
| Termon      | Natività di San Giovanni Battista | Campodenno | Termon             | 285         |     |
| Terres      | Santi Filippo e Giacomo           | Contà      | Terres             | 307         |     |
| Toss        | San Nicolò                        | Ton        | Toss               | 275         |     |
| Vigo di Ton | Santa Maria Assunta               | Ton        | Vigo               | 992         |     |
| Flavon      | Natività di San Giovanni Battista | Contà      | Flavon             | 490         |     |
| Dercolo     | Santo Stefano                     | Campodenno | Dercolo            | 215         |     |
| Lover       | Immacolata                        | Campodenno | Lover              | 298         |     |
| Denno       | Santi Gervasio e Protasio         | Denno      | centro             | 1051        |     |

#### Ex-decanato della Val di Sole
Comprende le parrocchie dei comuni di Caldes, Cavizzana, Commezzadura, Croviana, Dimaro Folgarida, Malé, Mezzana, Ossana, Peio Pellizzano, Rabbi, Terzolas e Vermiglio. La popolazione del territorio ammonta a 14.854 unità.
| Parrocchia             | Patrono                    | Comune           | Frazione/Quartiere | Popolazione | Web |
| ---------------------- | -------------------------- | ---------------- | ------------------ | ----------- | --- |
| Malé                   | Santa Maria Assunta        | Malé             | centro             | 1620        |     |
| Bolentina              | San Valentino              | Malé             | Bolentina          | 80          |     |
| Bozzana                | Santi Pietro e Paolo       | Caldes           | Bozzana            | 233         |     |
| Caldes                 | San Bartolomeo             | Caldes           | centro             | 316         |     |
| Castello di Pellizzano | San Donato                 | Pellizzano       | Castello           | 68          |     |
| Cavizzana              | San Martino                | Cavizzana        | centro             | 247         |     |
| Celentino              | Sant'Agostino              | Peio             | Celentino          | 195         |     |
| Celledizzo             | Santi Fabiano e Sebastiano | Peio             | Celledizzo         | 347         |     |
| Cogolo                 | Santi Filippo e Giacomo    | Peio             | Cogolo             | 781         |     |
| Comasine               | San Matteo                 | Peio             | Comasine           | 108         |     |
| Commezzadura           | Sant'Agata                 | Commezzadura     | Mestriago          | 911         |     |
| Croviana               | San Giorgio                | Croviana         | centro             | 513         |     |
| Dimaro                 | San Lorenzo                | Dimaro Folgarida | Dimaro             | 1100        |     |
| Magras                 | San Marco                  | Malé             | Magras             | 383         |     |
| Mezzana                | Santi Pietro e Paolo       | Mezzana          | centro             | 766         |     |
| Monclassico            | San Vigilio                | Dimaro Folgarida | Monclassico        | 730         |     |
| Ortisé-Menas           | San Cristoforo             | Mezzana          | Ortisé e Menas     | 116         |     |
| Ossana                 | San Vigilio                | Ossana           | centro             | 778         |     |
| Passo del Tonale       | San Bartolomeo             | Vermiglio        | Tonale             | 228         |     |
| Peio                   | San Giorgio                | Peio             | centro             | 483         |     |
| Pellizzano             | Natività di Maria          | Pellizzano       | centro             | 569         |     |
| Piazzola di Rabbi      | Madonna di Loreto          | Rabbi            | Piazzola           | 380         |     |
| Pracorno               | Madonna di Caravaggio      | Rabbi            | Pracorno           | 280         |     |
| Samoclevo              | San Vigilio                | Caldes           | Samoclevo          | 216         |     |
| San Bernardo di Rabbi  | San Bernardo               | Rabbi            | San Bernardo       | 754         |     |
| San Giacomo di Caldes  | San Giacomo Maggiore       | Caldes           | San Giacomo        | 243         |     |
| Termenago              | San Nicolò                 | Pellizzano       | Termenago          | 120         |     |
| Terzolas               | San Nicolò                 | Terzolas         | centro             | 560         |     |
| Vermiglio              | Santo Stefano              | Vermiglio        | Fraviano           | 1665        |     |

### Zona pastorale Valsugana - Primiero
Comprende 6 ex-decanati per un totale di 96 parrocchie. Gli abitanti sono 92.250. Si tratta della Zona Pastorale con il maggior numero di Parrocchie.

#### Ex-decanato di Pergine
Comprende le parrocchie dei comuni di Fierozzo, Frassilongo, Pergine Valsugana, Palù del Fersina e Sant'Orsola Terme (è incluso anche il comune di Vignola-Falesina, che non ha chiese parrocchiali). La popolazione del territorio ammonta a 23.641 unità.
| Parrocchia              | Patrono                               | Comune            | Frazione/Quartiere | Popolazione | Web |
| ----------------------- | ------------------------------------- | ----------------- | ------------------ | ----------- | --- |
| Pergine Valsugana       | Natività di Maria                     | Pergine Valsugana | centro             | 9853        |     |
| Canale di Pergine       | Natività di Maria                     | Pergine Valsugana | Canale             | 825         |     |
| Canezza                 | San Rocco                             | Pergine Valsugana | Canezza            | 431         |     |
| Castagnè Santa Caterina | Santa Caterina                        | Pergine Valsugana | Castagnè           | 268         |     |
| Castagnè San Vito       | San Vito                              | Pergine Valsugana | Castagnè           | 567         |     |
| Costasavina             | San Martino                           | Pergine Valsugana | Costasavina        | 463         |     |
| Fierozzo San Felice     | San Felice da Nola                    | Fierozzo          | San Felice         | 337         |     |
| Fierozzo San Francesco  | San Francesco da Paola                | Fierozzo          | San Francesco      | 130         |     |
| Frassilongo             | Sant'Udalrico                         | Frassilongo       | centro             | 136         |     |
| Ischia di Pergine       | Santo Stefano                         | Pergine Valsugana | Ischia             | 594         |     |
| Madrano                 | Decollazione di San Giovanni Battista | Pergine Valsugana | Madrano            | 1259        |     |
| Mala                    | San Michele Arcangelo                 | Sant'Orsola Terme | Mala               | 245         |     |
| Masetti di Pergine      | Sant'Antonio                          | Pergine Valsugana | Masetti            | 894         |     |
| Nogaré                  | San Giuseppe                          | Pergine Valsugana | Nogaré             | 362         |     |
| Palù del Fersina        | Santa Maria Maddalena                 | Palù del Fersina  | Stefani            | 185         |     |
| Roncogno                | Sant'Anna                             | Pergine Valsugana | Roncogno           | 309         |     |
| Roveda                  | San Romedio                           | Frassilongo       | Roveda             | 204         |     |
| Sant'Orsola             | Sant'Orsola                           | Sant'Orsola Terme | centro             | 710         |     |
| Serso                   | Giovanni Nepomuceno                   | Pergine Valsugana | Serso              | 415         |     |
| Susà di Pergine         | Floriano di Lorch                     | Pergine Valsugana | Susà               | 796         |     |
| Viarago                 | Santi Fabiano e Sebastiano            | Pergine Valsugana | Viarago            | 504         |     |
| Vigalzano               | San Pietro di Alcantara               | Pergine Valsugana | Vigalzano          | 858         |     |
| Zivignago               | Madonna di Loreto                     | Pergine Valsugana | Zivignago          | 582         |     |

#### Ex-decanato di Civezzano e Piné
Comprende le parrocchie dei comuni di Albiano, Baselga di Piné, Bedollo, Civezzano, Fornace e Lona-Lases; alla parrocchia di Brusago-Valcava appartiene anche Valcava di Segonzano (decanato di Cembra e Lavis). La popolazione del territorio ammonta a 14.183 unità.
| Parrocchia         | Patrono                               | Comune              | Frazione/Quartiere | Popolazione | Web |
| ------------------ | ------------------------------------- | ------------------- | ------------------ | ----------- | --- |
| Civezzano          | Santa Maria Assunta                   | Civezzano           | centro             | 1979        |     |
| Albiano            | San Biagio                            | Albiano             | centro             | 1471        |     |
| Baselga di Piné    | Santa Maria Assunta                   | Baselga di Piné     | centro             | 1933        |     |
| Bedollo            | Sant'Osvaldo                          | Bedollo             | centro             | 572         |     |
| Bosco di Civezzano | Apollonia di Alessandria              | Civezzano           | Bosco              | 303         |     |
| Brusago-Valcava    | Madonna del Buonconsiglio             | Bedollo e Segonzano | Brusago e Valcava  | 360         |     |
| Faida              | Santissima Trinità                    | Baselga di Piné     | Faida              | 280         |     |
| Fornace            | San Martino                           | Fornace             | centro             | 1285        |     |
| Lases              | Visitazione della Beata Vergine Maria | Lona-Lases          | Lases              | 430         |     |
| Lona               | Decollazione di San Giovanni Battista | Lona-Lases          | Lona               | 290         |     |
| Miola di Piné      | San Rocco                             | Baselga di Piné     | Miola              | 812         |     |
| Montagnaga di Piné | Sant'Anna                             | Baselga di Piné     | Montagnaga         | 459         |     |
| Piazze di Bedollo  | Natività della Beata Vergine Maria    | Bedollo             | Piazze             | 425         |     |
| Regnana            | Madonna delle Grazie                  | Bedollo             | Regnana            | 149         |     |
| Rizzolaga          | Sant'Antonio di Padova                | Baselga di Piné     | Rizzolaga          | 523         |     |
| Sant'Agnese        | Sant'Agnese                           | Civezzano           | Sant'Agnese        | 629         |     |
| Seregnano          | San Sabino                            | Civezzano           | Seregnano          | 753         |     |

#### Ex-decanato di Folgaria
Comprende le parrocchie dei comuni di Folgaria, Lavarone e Luserna. La popolazione del territorio ammonta a 4.528 unità.
| Parrocchia        | Patrono                | Comune   | Frazione/Quartiere | Popolazione | Web |
| ----------------- | ---------------------- | -------- | ------------------ | ----------- | --- |
| Folgaria          | San Lorenzo            | Folgaria | centro             | 1835        |     |
| Carbonare         | San Francesco d'Assisi | Folgaria | Carbonare          | 247         |     |
| Lavarone Cappella | Santa Maria Assunta    | Lavarone | Cappella           | 550         |     |
| Lavarone Chiesa   | San Floriano           | Lavarone | Chiesa             | 550         |     |
| Luserna           | Sant'Antonio da Padova | Luserna  | centro             | 360         |     |
| Mezzomonte        | San Giuseppe           | Folgaria | Mezzomonte         | 298         |     |
| Nosellari         | Visitazione di Maria   | Folgaria | Nosellari          | 227         |     |
| San Sebastiano    | San Sebastiano         | Folgaria | San Sebastiano     | 318         |     |
| Serrada           | Santa Cristina         | Folgaria | Serrada            | 219         |     |

#### Ex-decanato di Levico
Comprende le parrocchie dei comuni di Levico Terme, Calceranica al Lago, Caldonazzo, Tenna e della frazione Centa San Nicolò di Altopiano della Vigolana. La popolazione del territorio ammonta a 14.014 unità.
| Parrocchia       | Patrono                    | Comune                   | Frazione/Quartiere | Popolazione | Web |
| ---------------- | -------------------------- | ------------------------ | ------------------ | ----------- | --- |
| Levico Terme     | Santissimo Redentore       | Levico Terme             | centro             | 4800        |     |
| Barco di Levico  | San Taddeo                 | Levico Terme             | Barco              | 668         |     |
| Calceranica      | Santa Maria Assunta        | Calceranica al Lago      | centro             | 1170        |     |
| Caldonazzo       | San Sisto                  | Caldonazzo               | centro             | 2660        |     |
| Centa San Nicolò | San Nicolò                 | Altopiano della Vigolana | Centa San Nicolò   | 700         |     |
| Santa Giuliana   | Santa Giuliana             | Levico Terme             | Santa Giuliana     | 410         |     |
| Selva di Levico  | Santi Fabiano e Sebastiano | Levico Terme             | Selva              | 630         |     |
| Tenna            | Annunciazione di Maria     | Tenna                    | centro             | 969         |     |

#### Ex-decanato di Primiero
Comprende le parrocchie dei comuni di Canal San Bovo, Imer, Mezzano, Primiero San Martino di Castrozza e Sagron Mis. La popolazione del territorio ammonta a 9.938 unità.
| Parrocchia               | Patrono                            | Comune                            | Frazione/Quartiere       | Popolazione | Web |
| ------------------------ | ---------------------------------- | --------------------------------- | ------------------------ | ----------- | --- |
| Fiera di Primiero        | Santa Maria Assunta                | Primiero San Martino di Castrozza | Fiera di Primiero        | 1057        |     |
| Canal San Bovo           | San Bartolomeo                     | Canal San Bovo                    | centro                   | 618         |     |
| Caoria                   | San Giovanni Nepomuceno            | Canal San Bovo                    | Caoria                   | 362         |     |
| Mezzano                  | San Giorgio                        | Mezzano                           | centro                   | 1664        |     |
| Imer                     | Santi Pietro e Paolo               | Imer                              | centro                   | 1156        |     |
| Prade                    | Madonna di Caravaggio              | Canal San Bovo                    | Prade                    | 262         |     |
| Ronco Cainari            | Natività della Beata Vergine Maria | Canal San Bovo                    | Ronco Cainari            | 175         |     |
| Sagron                   | Madonna di Loreto                  | Sagron Mis                        | Sagron                   | 210         |     |
| San Martino di Castrozza | Santi Martino e Giuliano           | Primiero San Martino di Castrozza | San Martino di Castrozza | 617         |     |
| Siror                    | Sant'Andrea                        | Primiero San Martino di Castrozza | Siror                    | 768         |     |
| Tonadico                 | San Sebastiano                     | Primiero San Martino di Castrozza | Tonadico                 | 1265        |     |
| Transacqua               | San Marco                          | Primiero San Martino di Castrozza | Transacqua               | 1455        |     |
| Zortea                   | Cuore di Gesù                      | Canal San Bovo                    | Zortea                   | 173         |     |

#### Ex-decanato della Valsugana Orientale
Comprende le parrocchie dei comuni di Bieno, Borgo Valsugana, Carzano, Castel Ivano, Castello Tesino, Castelnuovo, Cinte Tesino, Grigno, Novaledo, Ospedaletto, Pieve Tesino, Roncegno Terme, Ronchi Valsugana, Samone, Scurelle, Telve, Telve di Sopra e Torcegno. La popolazione del territorio ammonta a 25.946 unità.
| Parrocchia            | Patrono                    | Comune           | Frazione/Quartiere | Popolazione | Web |
| --------------------- | -------------------------- | ---------------- | ------------------ | ----------- | --- |
| Borgo Valsugana       | Natività di Maria          | Borgo Valsugana  | centro             | 5400        |     |
| Agnedo                | Madonna della Mercede      | Castel Ivano     | Agnedo             | 407         |     |
| Bieno                 | San Biagio                 | Bieno            | centro             | 417         |     |
| Carzano               | Nostra Signora della Neve  | Carzano          | centro             | 500         |     |
| Castello Tesino       | San Giorgio                | Castello Tesino  | centro             | 1400        |     |
| Castelnuovo Valsugana | San Leonardo               | Castelnuovo      | centro             | 880         |     |
| Cinte Tesino          | San Lorenzo                | Cinte Tesino     | centro             | 400         |     |
| Grigno                | San Giacomo Maggiore       | Grigno           | centro             | 1137        |     |
| Ivano-Fracena         | San Giuseppe               | Castel Ivano     | Ivano-Fracena      | 300         |     |
| Marter                | Santa Margherita           | Roncegno Terme   | Marter             | 750         |     |
| Novaledo              | Sant'Agostino              | Novaledo         | centro             | 1070        |     |
| Olle                  | Sant'Antonio di Padova     | Borgo Valsugana  | Olle               | 560         |     |
| Ospedaletto           | Sant'Egidio                | Ospedaletto      | centro             | 826         |     |
| Pieve Tesino          | Assunzione di Maria        | Pieve Tesino     | centro             | 775         |     |
| Roncegno              | Santi Pietro e Paolo       | Roncegno Terme   | centro             | 1400        |     |
| Ronchi Valsugana      | Addolorata                 | Ronchi Valsugana | centro, Marchi     | 388         |     |
| Samone                | San Giuseppe               | Samone           | centro             | 471         |     |
| Santa Brigida         | Santa Brigida              | Roncegno Terme   | Santa Brigida      | 270         |     |
| Scurelle              | Santa Maria Maddalena      | Scurelle         | centro             | 1315        |     |
| Spera                 | Santa Maria Assunta        | Castel Ivano     | Spera              | 560         |     |
| Strigno               | Immacolata                 | Castel Ivano     | Strigno            | 1386        |     |
| Telve                 | Santa Maria Assunta        | Telve            | centro             | 1902        |     |
| Telve di Sopra        | San Giovanni Battista      | Telve di Sopra   | centro             | 623         |     |
| Tezze                 | Sant'Antonio di Padova     | Grigno           | Tezze              | 1202        |     |
| Torcegno              | Santi Bartolomeo e Andrea  | Torcegno         | centro             | 686         |     |
| Villa                 | Santi Fabiano e Sebastiano | Castel Ivano     | Villa              | 330         |     |